# Cessy-les-Bois
Cessy-les-Bois est une commune française située dans le département de la Nièvre, en région Bourgogne-Franche-Comté.
Ses habitants sont appelés les Cessycois (Cessycoises).

## Géographie
Cessy-les-Bois est un village nivernais de 107 habitants (recensement de 2019), situé à une dizaine de kilomètres de Donzy.

### Hydrographie
Le village est traversé par la rivière la Talvanne.

### Hameaux
Outre le bourg, Cessy-les-Bois regroupe quelques hameaux et habitations isolés : Bondieuse, Chevenet, les Dubois, Montignon, Paray, la Redouterie...

### Climat
Pour des articles plus généraux, voir Climat de la Bourgogne-Franche-Comté et Climat de la Nièvre.
En 2010, le climat de la commune est de type climat océanique dégradé des plaines du Centre et du Nord, selon une étude du Centre national de la recherche scientifique s'appuyant sur une série de données couvrant la période 1971-2000. En 2020, Météo-France publie une typologie des climats de la France métropolitaine dans laquelle la commune est exposée à un climat océanique altéré et est dans la région climatique  Centre et contreforts nord du Massif Central, caractérisée par un air sec en été et un bon ensoleillement. 
Pour la période 1971-2000, la température annuelle moyenne est de 10,6 °C, avec une amplitude thermique annuelle de 15,5 °C. Le cumul annuel moyen de précipitations est de 859 mm, avec 12,1 jours de précipitations en janvier et 7,9 jours en juillet. Pour la période 1991-2020, la température moyenne annuelle observée sur la station météorologique de Météo-France la plus proche, « Premery », sur la commune de Prémery à 20 km à vol d'oiseau, est de 11,1 °C et le cumul annuel moyen de précipitations est de 911,1 mm. 
La température maximale relevée sur cette station est de 40,5 °C, atteinte le 11 août 2003 ; la température minimale est de −15,1 °C, atteinte le 26 janvier 2007,,. 
Les paramètres climatiques de la commune ont été estimés pour le milieu du siècle (2041-2070) selon différents scénarios d'émission de gaz à effet de serre à partir des nouvelles projections climatiques de référence DRIAS-2020. Ils sont consultables sur un site dédié publié par Météo-France en novembre 2022.

## Urbanisme

### Typologie
Au 1er janvier 2024, Cessy-les-Bois est catégorisée commune rurale à habitat très dispersé, selon la nouvelle grille communale de densité à sept niveaux définie par l'Insee en 2022.
Elle est située hors unité urbaine. Par ailleurs la commune fait partie de l'aire d'attraction de Cosne-Cours-sur-Loire, dont elle est une commune de la couronne,. Cette aire, qui regroupe 30 communes, est catégorisée dans les aires de moins de 50 000 habitants,.

### Occupation des sols
L'occupation des sols de la commune, telle qu'elle ressort de la base de données européenne d’occupation biophysique des sols Corine Land Cover (CLC), est marquée par l'importance des forêts et milieux semi-naturels (57,7 % en 2018), une proportion identique à celle de 1990 (57,7 %). La répartition détaillée en 2018 est la suivante : forêts (57,7 %), prairies (28,2 %), terres arables (14,2 %). L'évolution de l’occupation des sols de la commune et de ses infrastructures peut être observée sur les différentes représentations cartographiques du territoire : la carte de Cassini (XVIIIe siècle), la carte d'état-major (1820-1866) et les cartes ou photos aériennes de l'IGN pour la période actuelle (1950 à aujourd'hui).

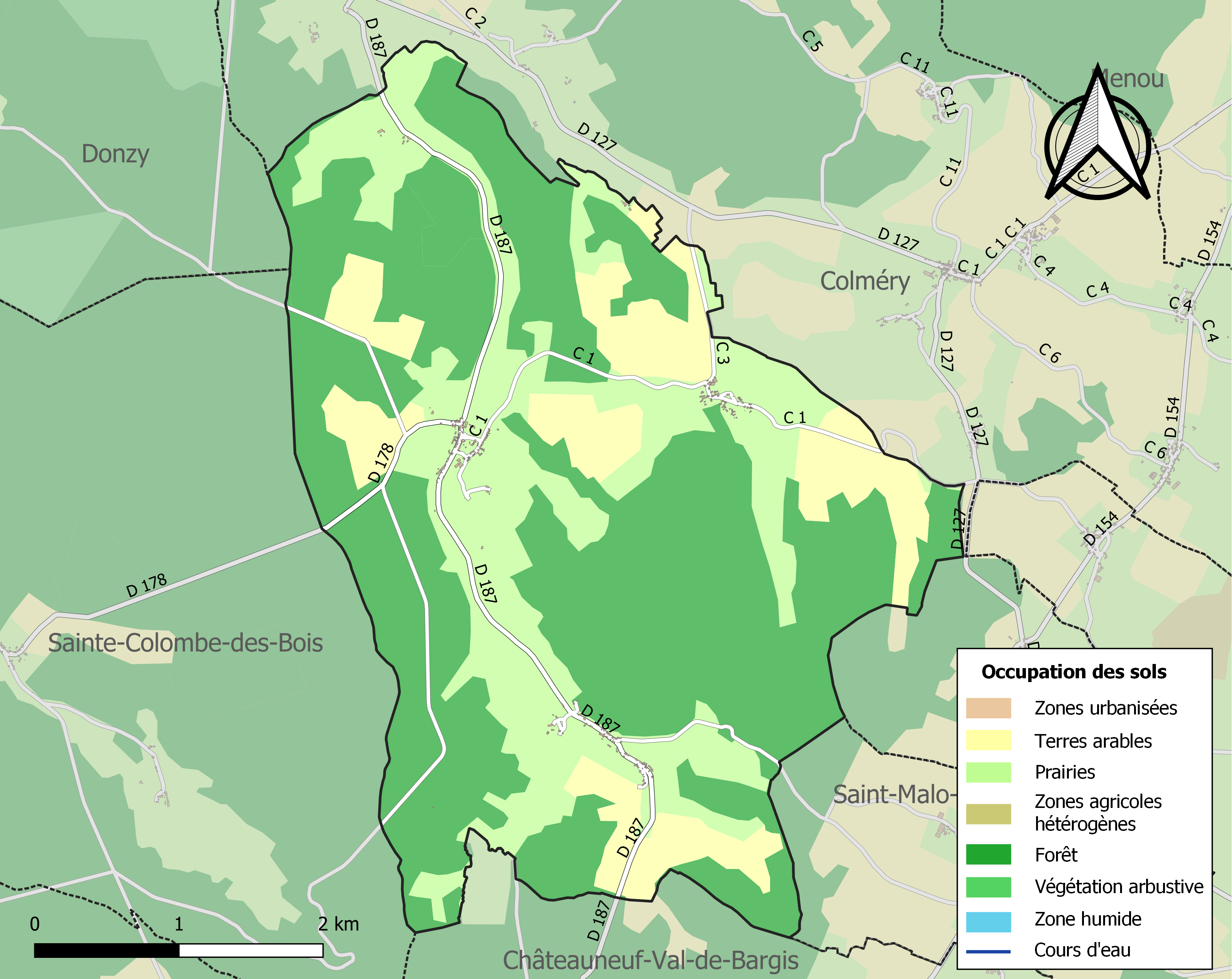
Carte des infrastructures et de l'occupation des sols de la commune en 2018 (CLC).

## Toponymie
On relève les formes suivantes du nom de la commune : Sassiacense monasterium (vers 600), Agrum Sessiacum (IXe siècle), Cenobium Saxiacense (IXe siècle), Monasterium de Saxiaco (1152), Prior de Sessyaco (1271), Prioratus de Sessiaco in Nemoribus (1534), Cessy (1538),  Prioratus Sancti Baudelii de Cessiaco in Nemoribus (1540), Cessuy (1687) et Cissy-les-Bois (1755).
Le nom de la commune, anciennement Saissy-les-Bois, viendrait d'un nom de personne latin, Sassius ou Sattius, et du suffixe acum.

## Histoire

### Moyen Âge
Selon la croyance du IXe siècle, saint Didier, 19e évêque d'Auxerre 605-621, aurait convaincu une reine nommée Ingonde de donner à l'abbaye Saint-Germain d'Auxerre la terre de Saissy ; il en aurait obtenu une charte de donation, sous condition que Didier en aurait la jouissance et que la terre irait à l'abbaye seulement après son décès. Lebeuf, qui cite la chose, note que pour que cette histoire soit vraie il faudrait que Clotaire II (roi de Neustrie 584-613, roi des Francs 613-629) ait eu une épouse de ce nom – ce qui, pour autant que l'on sache, n'a pas été le cas.
La première mention connue de Saissy est celle de son monastère, Sassiacense monasterium, vers l'an 600 dans la règle d'Aunaire. 18e évêque d'Auxerre (572-605), Aunaire y associe le monastère de Saissy au monastère Saint-Marien d'Auxerre pour assurer les vigiles de la nuit du mardi dans l'église Saint-Étienne ; de plus le monastère de Saissy doit assurer les prières du premier jour des calendes de novembre. L'abbé de Saissy est l'un des huit abbés pour les huit abbayes du diocèse de l'époque, présents au concile d'Auxerre convoqué par saint Aunaire.
En 878 une translation des reliques de sainte Baudèle est effectuée au monastère. Le manuscrit qui relate cette translation mentionne également le vénérable Wibaud, 38e évêque d'Auxerre 879-887, donnant le voile d'entrée en religion à une jeune fille auparavant aveugle et qui a été guérie (du temps de l'évêque) dans l'église de Saissy.
De La Rochelle mentionne un manuscrit daté aux environs de l'an mil, qui indique que des religieux de Saint-Baudèle à Nîmes auraient fui les incursions de barbares et seraient arrivés jusqu'au lieu où se trouve Cessy. Accompagnés de leur abbé saint Romule, ils y auraient construit une église début VIe siècle. Au début du VIIe siècle le monastère est bien connu. Vers l'an 910 les Normands le brûlent,. Gaudry, évêque d'Auxerre 918-933, le rebâtit à ses frais en 920 et lui restitue les reliques de sainte Baudèle qu'il fait placer dans une châsse ornée ; il fait aussi plusieurs riches dons à l'église abbatiale,.
Après Gaudry, le monastère est aliéné et tombe dans les mains de seigneurs laïcs. Vers l'an 1000 Hugues de Chalon, évêque d'Auxerre 999 – 1030, réussit à récupérer l'abbaye des mains des laïcs et la réunit à l'abbaye Saint-Germain d'Auxerre, dont Hilderic est alors l'abbé. L'abbaye devient prieuré à cette occasion.
Geoffroy premier seigneur de Donzy s'en empare ensuite vers 1030 ; Hugues de Chalon la lui fait restituer.
Geoffroy, deuxième seigneur de Donzy et fils du premier, s'en empare à son tour. Geoffroy de Champallement (év. 1052-1076) et Boson prieur de Saint-Germain, font intervenir Philippe Ier et Geoffroy II de Donzy doit restituer le prieuré en 1065 ; mais il en conserve la garde spéciale, que ses successeurs retiennent pendant plus de 300 ans.
Au XIIIe siècle les religieux sont au nombre de six. Pendant une période indéterminée, le prieuré doit une rente annuelle de 8 francs au couvent bénédictin de La Charité.
Le prieuré est complètement détruit par les calvinistes en 1569 pendant les guerres de Religion ; les moines sont dispersés et il devient un simple bénéfice, dont le poète Carpentier de Marigny a été titulaire.
Gilles de Souvré, 98e évêque d'Auxerre 1626-1631, aurait donné ce bénéfice à Edmond Richer (1560-1631), professeur de Sorbonne tenant très publiquement des propos réfutant la souveraineté des rois et des papes, et dont les écrits bannis au Vatican alarment jusqu'au cardinal de Richelieu ; mais la Ville d'Auxerre s'y est opposé.
Au XVIe siècle François II de Dinteville, 92e évêque d'Auxerre 1530-1554, délègue la dédicace de l'église de Saissy à Filbert de Beaujeu évêque de Bethléem, qui l'effectue le 3 novembre 1548.

#### Seigneurs
1542 : François de Fontenay.
1651 : Roger de Bussy-Rabutin,.

Armes de la famille de Rabutin.

1660 : Jacques Carpentier de Marigny, poète, pamphlétaire, prieur de Cessy.
1685 : Edme-Ravaud de Vieilbourg, prieur de Cessy.

### Époque contemporaine
- En 1906[32], le nombre d'habitants de Cessy, qui compte 178 maisons, s'élève à 610 individus. La commune compte deux institutrices et un instituteur, trois cantonniers, deux gardes particuliers, un garde champêtre, un garde forestier et un curé. Il y a peu de commerçants : 5 épicières, 1 aubergiste, 1 marchand. Les ouvriers et artisans sont plus nombreux : 39 bûcherons, 32 charbonniers, 25 ouvriers agricoles, 6 fendeurs, 5 maçons, 5 sabotiers, 4 couturières, 2 lingères, 2 cercliers, 2 ouvriers bouchers, 1 tailleur de pierre, 1 empailleur de chaises, 1 meunier, 1 charron, 1 maréchal-ferrant, 1 talonnier, 1 cordonnier, 1 vigneron, 1 tisserand, 1 journalier... La profession la plus représentée est celle de cultivateur-exploitant (54), suivie par les bûcherons (39), les charbonniers (32), les ouvriers agricoles (25) et les domestiques (10). On compte également dans la commune 3 entrepreneurs en battage et 1 régisseur. Au total, on relève à Cessy 33 professions différentes. Il n’y a, selon le recensement de 1906, ni médecin ni notaire ni cabaretier ni sage-femme dans la commune. Enfin, 97 « élèves assistés » et autres nourrissons sont placés dans des familles du village.
- 1908 : installation du téléphone[33].

## Politique et administration
| Période                                  | Période | Identité                  | Étiquette | Qualité           |
| ---------------------------------------- | ------- | ------------------------- | --------- | ----------------- |
| avant 1988                               | ?       | Gilbert-Raoul Lafond      | PS        |                   |
| mars 2001                                | 2014    | Henri Massé               |           | Gendarme retraité |
| mars 2014                                | 2020    | Martine Pascault Chartier |           |                   |
| Les données manquantes sont à compléter. |         |                           |           |                   |

## Démographie
L'évolution du nombre d'habitants est connue à travers les recensements de la population effectués dans la commune depuis 1793. Pour les communes de moins de 10 000 habitants, une enquête de recensement portant sur toute la population est réalisée tous les cinq ans, les populations de référence des années intermédiaires étant quant à elles estimées par interpolation ou extrapolation. Pour la commune, le premier recensement exhaustif entrant dans le cadre du nouveau dispositif a été réalisé en 2005.

En 2022, la commune comptait 114 habitants, en évolution de +17,53 % par rapport à 2016 (Nièvre : −3,28 %, France hors Mayotte : +2,11 %).
| 1793 | 1800 | 1806 | 1821 | 1831 | 1836 | 1841 | 1846 | 1851 |
| ---- | ---- | ---- | ---- | ---- | ---- | ---- | ---- | ---- |
| 519  | 477  | 503  | 687  | 659  | 671  | 689  | 682  | 735  |

| 1856 | 1861 | 1866 | 1872 | 1876 | 1881 | 1886 | 1891 | 1896 |
| ---- | ---- | ---- | ---- | ---- | ---- | ---- | ---- | ---- |
| 743  | 768  | 793  | 759  | 783  | 762  | 715  | 702  | 691  |

| 1901 | 1906 | 1911 | 1921 | 1926 | 1931 | 1936 | 1946 | 1954 |
| ---- | ---- | ---- | ---- | ---- | ---- | ---- | ---- | ---- |
| 708  | 648  | 537  | 474  | 425  | 335  | 284  | 271  | 215  |

| 1962 | 1968 | 1975 | 1982 | 1990 | 1999 | 2005 | 2006 | 2010 |
| ---- | ---- | ---- | ---- | ---- | ---- | ---- | ---- | ---- |
| 223  | 196  | 156  | 134  | 113  | 107  | 123  | 123  | 122  |

| 2015 | 2020 | 2022 | - | - | - | - | - | - |
| ---- | ---- | ---- | - | - | - | - | - | - |
| 99   | 114  | 114  | - | - | - | - | - | - |

## Culture locale et patrimoine

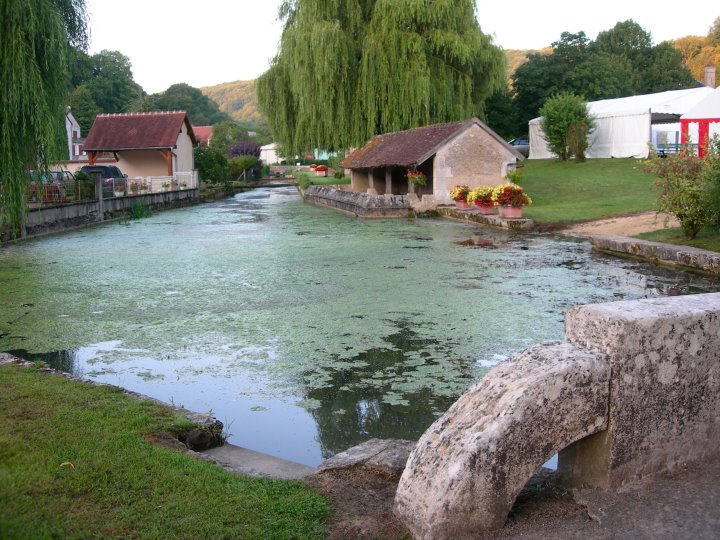
Le lavoir sur la Talvanne (bourg).

### Lieux et monuments
- Église Saint-Christophe : construction 1re moitié du XVIe siècle et XIXe siècle ; inscrite MH le 29 mars 1971[38],[39].
- Prieuré : l'emplacement exact de l'ancien monastère de Cessy reste à déterminer. Deux thèses s'opposent : selon l'une, le prieuré, détruit en 1569, se trouvait à l'emplacement de l'actuelle mairie ; selon l'abbé Charrault, historien local, il se situait à Montignon, à flanc de coteau.
- Colombier des moines.

### Personnalités liées à la commune
- Haymon d'Auxerre, prieur de Cessy de 865 à 875, théologien et exégète.
- Roger de Bussy-Rabutin (1618-1693), philosophe et écrivain épistolaire, pamphlétaire, satirique, libertin, membre de l'Académie française et seigneur de Cessy.
- Poète et pamphlétaire, Jacques Carpentier de Marigny (1615 / 1670), prieur de Cessy-les-Bois, Coche, Saint-Malo-en-Donziois, Vielmanay.